# Aeolus (Vlaardingen)
Aeolus is de naam van de korenmolen in het centrum van Vlaardingen. De geschiedenis van de stellingmolen gaat terug naar de 15e eeuw. Toen stond op de plaats van de huidige molen aan de Kortedijk een houten molen, die in bezit was van particulieren die het in 1407 door graaf Willem van Holland aan de stad verleende maalrecht pachtten. In 1585 werd de molen gekocht door de stad en konden molenaars de molen huren.
Rond 1688 werd de molen vervangen door een groter exemplaar met stenen onderbouw en een houten bovenbouw met een rietbedekking. Honderd jaar later, in 1790 werd de molen opnieuw vervangen door een grotere molen met een stenen romp.
De molen werd in opdracht van de gemeente Vlaardingen gebouwd die Aeolus tot 1878 in eigendom had. In dat jaar werd de molen verkocht aan een particulier. De tamelijk grote molen is bewoond geweest, wat direct te zien is aan de grote vensters aan de oostkant. Aan die kant zijn op drie zolders sporen te zien van wanden en stucwerk. De woning nam ongeveer de helft van het vloeroppervlak in beslag.
Van 1914 tot 1919 was de molen in onbruik, nadat een van de wieken dwars door de omloop heen naar beneden was gestort. In 1919 werd de molen verkocht aan de Coöperatieve Landbouwers Aankoopvereniging 'Samenwerking', die de molen gebruikte om veevoer te malen. De molen werd ontdaan van wieken en kap en kreeg een plat dak waarop tijdens de Tweede Wereldoorlog Duits luchtafweergeschut werd opgesteld. In 1954 werd de molen door de gemeente gekocht en opgeknapt, waarna deze op 30 april 1957 werd verpacht als opslag- en verkoopruimte aan 'Samenwerking', thans Coöperatieve Vereniging 'Maasmond'. De naam van de molen dateert uit dat jaar, refererend aan de god Aeolus (God van de wind). Sinds 1977 is de molen weer in bedrijf. In een aan de molen aangebouwd winkeltje kunnen producten worden gekocht die door de molen zelf zijn gemalen. Op 12 september 2009 is de molen Aeolus overgedragen aan een stichting genaamd SEMA.
In Aeolus bevinden zich twee elektrisch aangedreven en twee windgedreven maalstoelen, elk met een eigen regulateur om de afstand tussen de stenen te stellen. Verder zijn er twee mengmachines aanwezig.
De molen is een Rijksmonument.

## Foto's

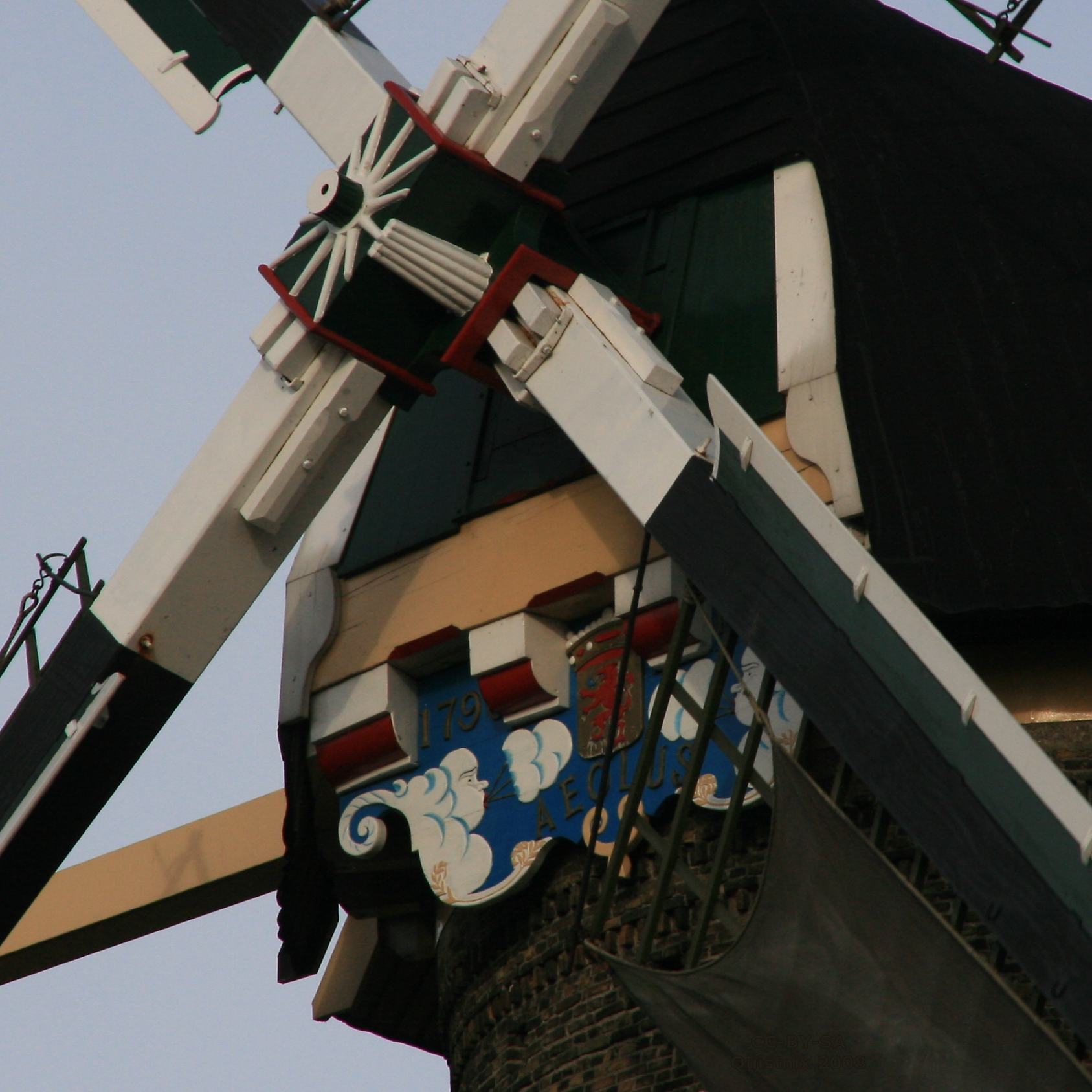
De baard met het wapen van Vlaardingen en twee blazende wolken
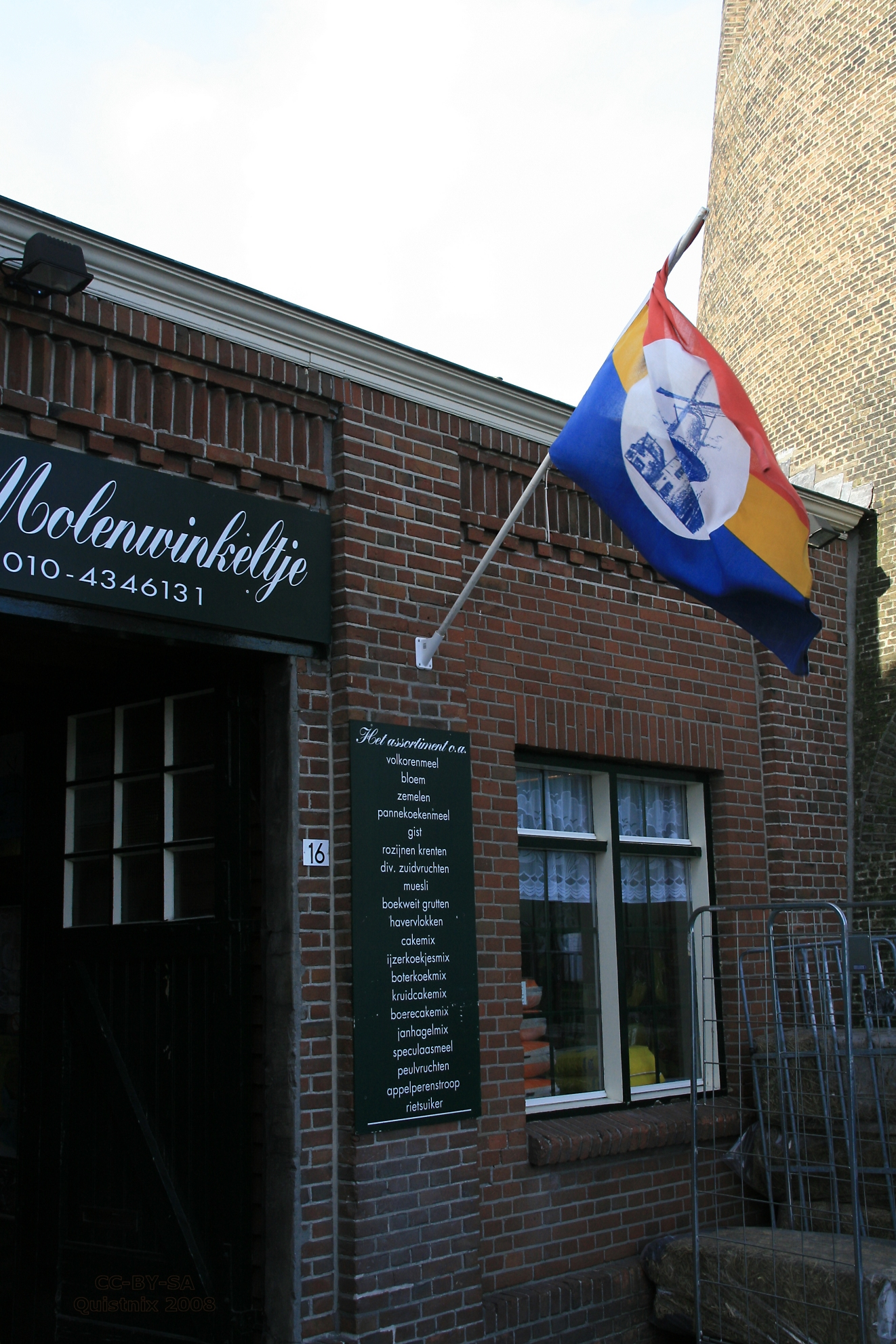
Het molenwinkeltje naast de molen
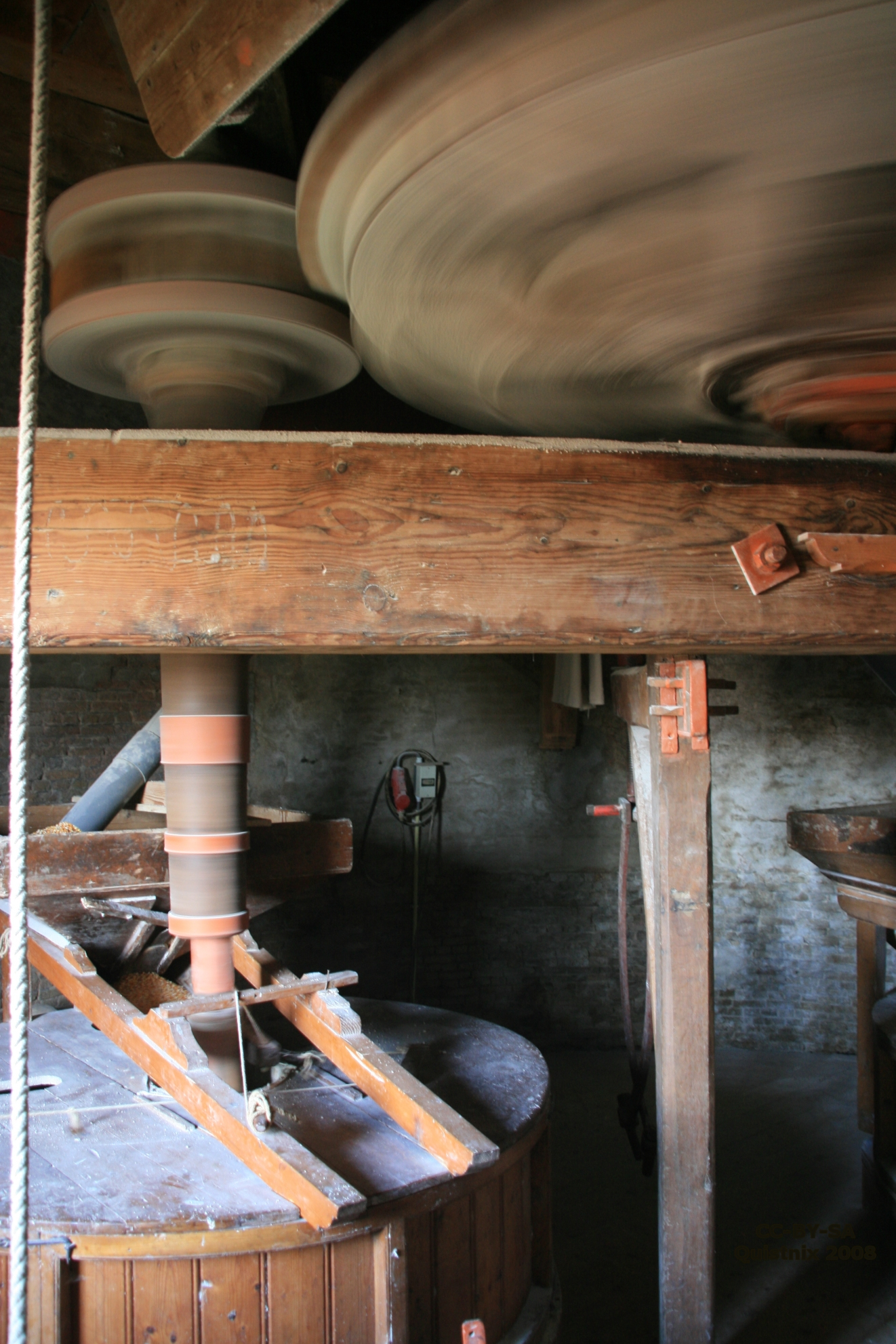
Een van de windgedreven maalstoelen in actie
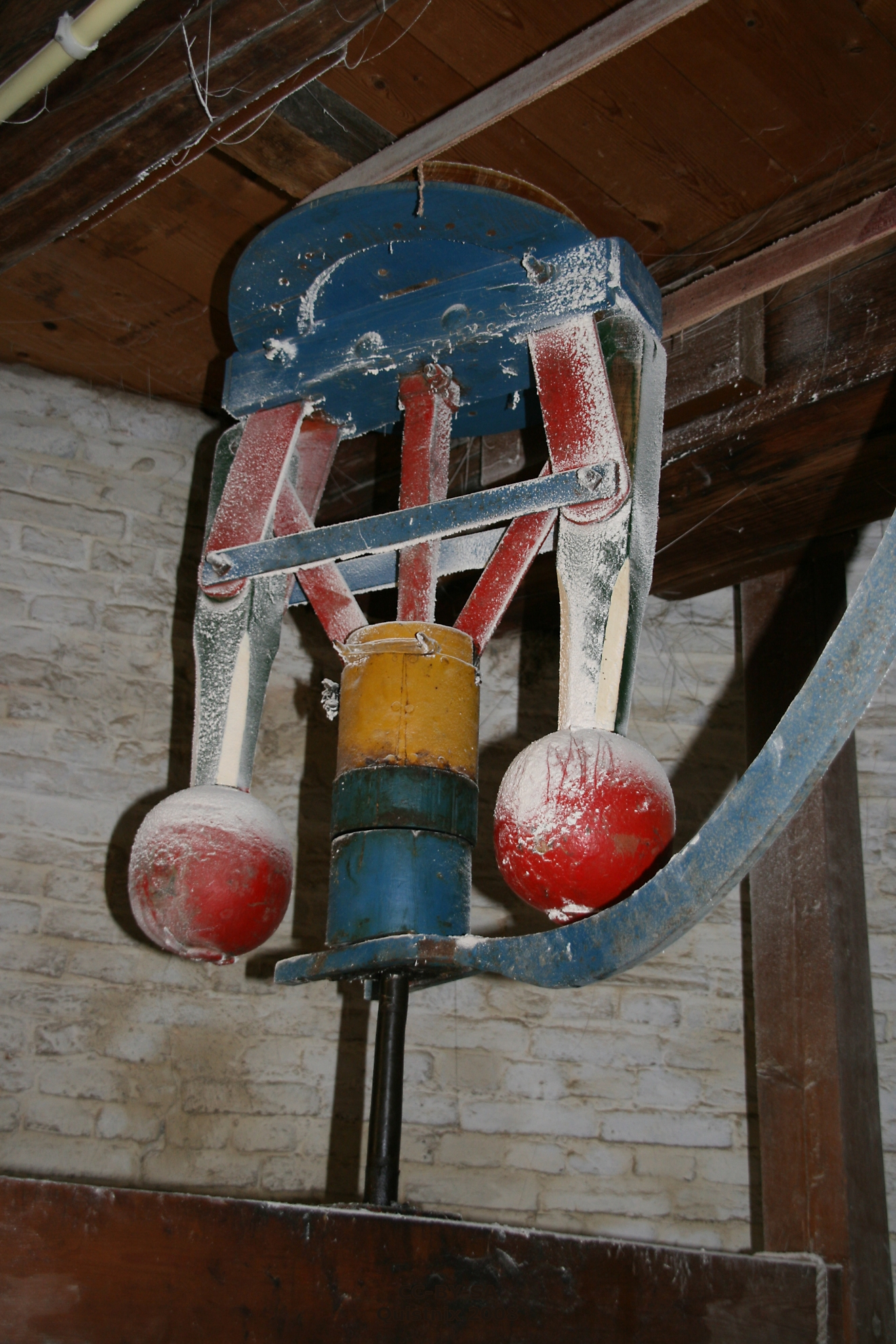
Een van de twee rood-geel-blauw geschilderde regulateurs (de kleuren van de Vlaardingse vlag)
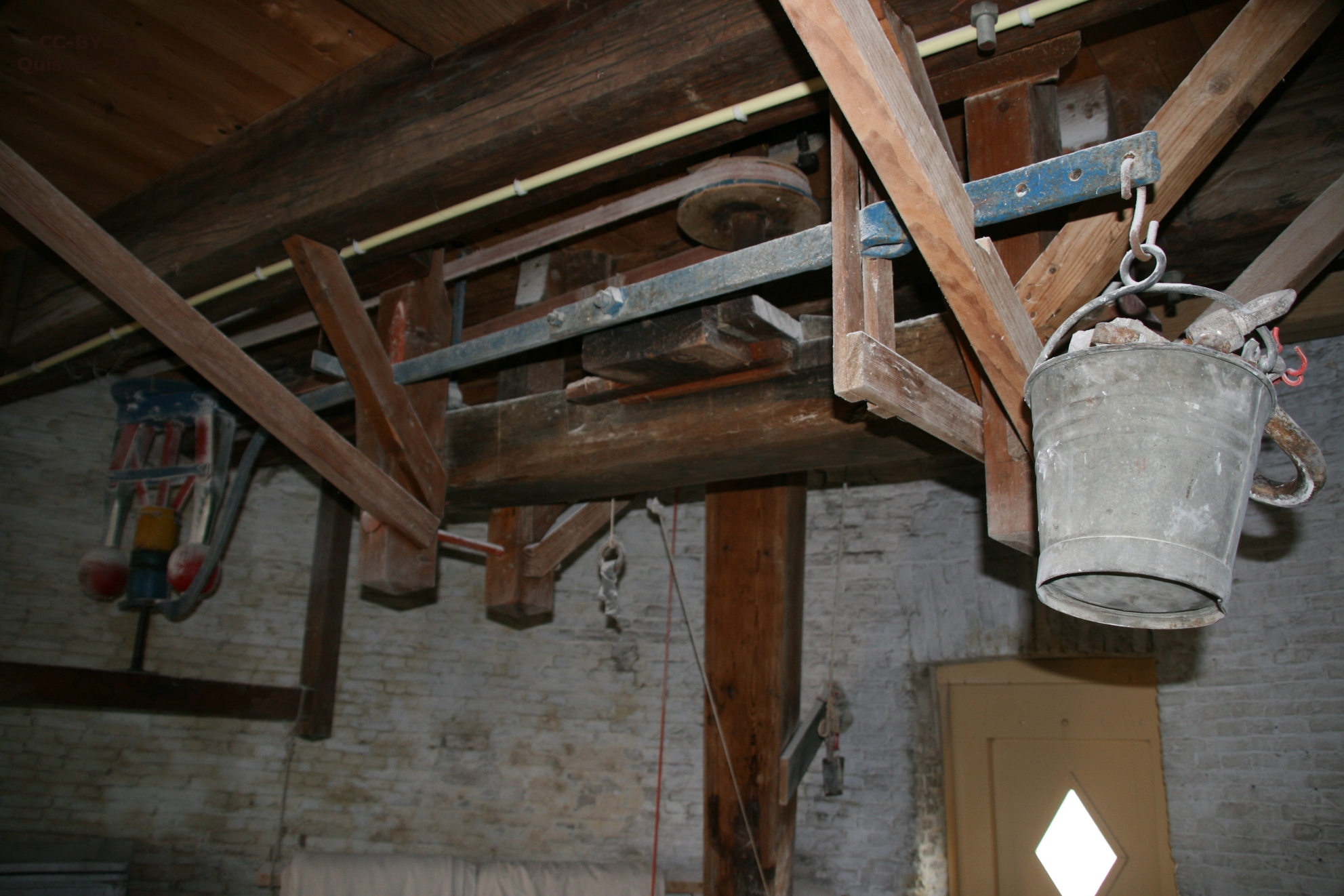
Het automatische regelsysteem, met een emmertje schroot als contragewicht
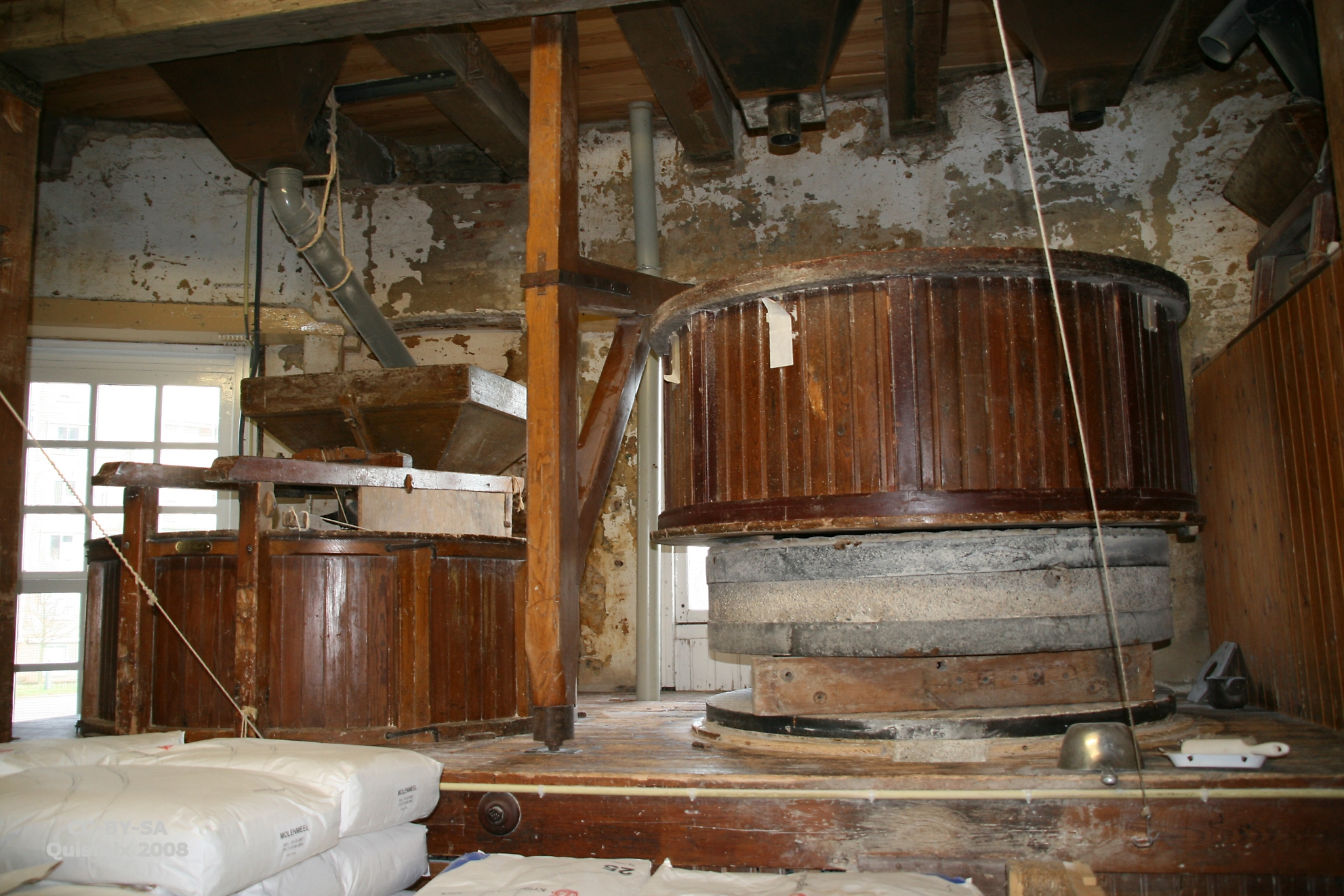
De twee elektrisch gedreven maalstoelen, waarvan een open
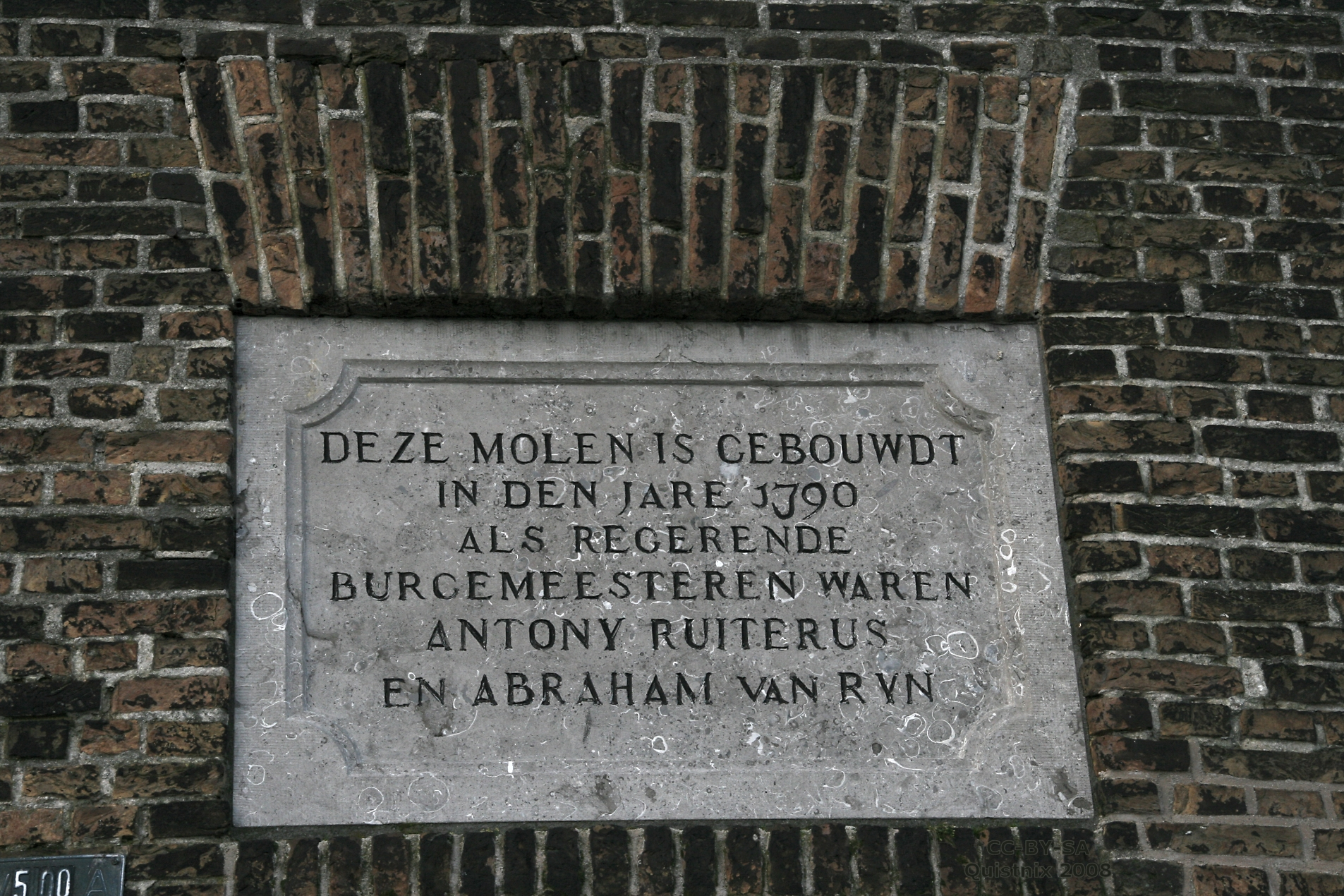
Gedenksteen van de bouw van de molen, die eigendom van de stad was